# Kenan Memorial Stadium
 (mars 2025).
Si vous disposez d'ouvrages ou d'articles de référence ou si vous connaissez des sites web de qualité traitant du thème abordé ici, merci de compléter l'article en donnant les références utiles à sa vérifiabilité et en les liant à la section « Notes et références ».
Le Kenan Memorial Stadium est un stade de football américain de 60 000 places situé sur le campus de l'Université de Caroline du Nord à Chapel Hill (États-Unis). 
L'équipe de football américain universitaire des North Carolina Tar Heels évolue dans cette enceinte inaugurée le 12 novembre 1927. Ce stade est la propriété de l'Université.
Le Kenan Memorial Stadium remplaça l'Emerson Field qui n'offrait que 2 400 places assises. La capacité de 24 000 places en 1927 est vite portée à 40 000 places par l'ajout de tribunes provisoires. Le stade fut entièrement rénové en 1963 et sa capacité est portée à 48 000 places, puis 50 000 en 1979, 52 000 en 1988 et 60 000 en 1998. La construction du stade et les travaux de 1963 furent financés par des dons de l'industriel William R. Kenan Jr., diplômé de North Carolina en 1897. Le stade porte depuis son inauguration son nom en son honneur.